# Cystoseira foeniculacea
Espèce
Synonymes
- Fucus foeniculaceus Linnaeus, 1753[1]

Cystoseira foeniculacea est une espèce d’algues brunes de la famille des Sargassaceae.

## Nomenclature
- Synonymes hétérotypiques, selon Algaebase[2] :
  - Phyllacantha concatenata (Linnaeus) Kützing
  - Fucus concatenatus Linnaeus, 1753
  - Fucus abrotanifolius Linnaeus, 1753
  - Fucus barbatus Linnaeus, 1753
  - Fucus discors Linnaeus, 1767
  - Cystoseira concatenata (Linnaeus) C.Agardh, 1820
  - Cystoseira abrotanifolia (Linnaeus) C.Agardh, 1820
  - Cystoseira discors (Linnaeus) C.Agardh, 1828
  - Cystoseira ercegovicii Giaccone, 1973

## Sous-espèces, formes et variétés
Selon Worms :
- Forme Cystoseira foeniculacea f. latiramosa (Ercegovic) A.Gómez Garreta, M.C.Barceló, M.A.Ribera & J.R.Lluch, 2001
- Forme Cystoseira foeniculacea f. schiffneri (Hamel) Gómez Garreta, Barceló, Ribera & Rull Lluch, 2001
- Forme Cystoseira foeniculacea f. tenuiramosa (Ercegovic) A.Gómez Garreta, M.C.Barceló, M.A.Ribera & J.Rull Lluch, 2001

## Distribution
Son aire de distribution s'étend entre les côtes de l'Europe de l'ouest, les îles de la Macaronésie et les côtes de la mer Méditerranée.

## Écologie
C'est une espèce se développant dans l'étage infralittoral, en milieux abrités.